# Condé-Folie

Condé-Folie este o comună în departamentul Somme, Franța. În 1 ianuarie 2022 avea o populație de 876 de locuitori.